# Aplochlora
Aplochlora là một chi bướm đêm thuộc họ Geometridae.

## Các loài
- Aplochlora eucosmeta Prout, 1916
- Aplochlora pisochroa (Turner, 1906)
- Aplochlora subflava Warren, 1896
- Aplochlora vivilaca (Walker, 1861)